# Autoritat marital
L'Autoritat marital o potestat marital són expressions profundament arrelades en el Dret històric i comparat, que fan referència al poder atribuït al marit sobre la persona i els béns de la dona que aquesta ha d'obeir i respectar per imposició.
Fonamentada en diversos arguments, entre els quals predomina la idea que la dona és un ésser inferior necessitat de la protecció que el marit li ha de prestar, l'autoritat marital és, des de 1967, una manifestació de discriminació de la dona que els estats signataris de la CEDAW estan obligats a eliminar.

## Autoritat marital
L'autoritat marital és, en Dret històric i comparat, un principi inqüestionable d'organització que atribueix al marit el poder sobre la persona i béns de la dona amb una extensió que varia segons els diversos sistemes i models de potestat marital. En aquests sistemes, la dona casada estava obligada a sotmetre's a la potestat del marit, tant en l'aspecte personal, a través del deure i l'obediència, com en el patrimonial, a través de les limitacions de la seva capacitat d'obrar, ja fos per considerar-la menor d'edat o incapaç per realitzar actes jurídics i subscriure contractes que acabéssin sent un benefici de la família, o per considerar necessari que en tota unitat familiar existís una autoritat marital que la dirigís. Aquesta autoritat s'atribuia al marit, amb major o menor extensió en funció de l'evolució legislativa.
En general, l'autoritat marital comporta el poder del marit de: fixar el domicili amb la corresponent obligació de la dona de viure al domicili del marit; administrar els béns de la societat conjugal; representar a la dona en un judici i atorgar la llicència marital.

## Llicència marital
La llicència marital és una manifestació de l'autoritat marital i de la consideració de la dona com un ésser incapaç o menor d'edat que, per poder realitzar actes i contractes, necessita haver estat autoritzada pel marit. La llicència marital és necessària perquè la dona pugui administrar els seus béns i en general, per celebrar actes o contractes pels quals adquireixi obligacions. Un altre tipus de llicència marital és la laboral, sense la qual la dona no podia treballar. També és necessària la llicència perquè la dona pugui desenvolupar activitats comercials o mercantils.

### Codi Civil espanyol
L'article 57 del Codi Civil espanyol, estipulava que “el marit ha de protegir la dona i aquesta obeir al marit”. L'article 58 establia que el domicili del marit seria el conjugal pel que la dona havia de seguir al marit allà on aquest hagués fixat el seu domicili. El Codi de Comerç regulava la llicència marital que precisava la dona per exercir la seva feina en l'àmbit comercial. El marit era l'administrador únic de la societat conjugal.

#### Permís marital
El permís marital consistia en l'autorització que la dona casada havia d'obtenir del marit per disposar dels seus béns privatius. Es tracta d'un article comú en els codis Napoleònics, que va estar regulat en l'article 61 del Codi Civil espanyol des de 1851 fins al 1975.

#### La reforma del codi civil de 1958
La llei de 1958 no va derogar la potestat marital, ni el deure obediència però va modificar alguns aspectes del permis marital: es va reconèixer la capacitat de la dona tant per ser testimoni en els testaments com per exercir càrrecs tutelars.

En l'exposició de motius el legislador argumentava:
| « | Se contempla, por tanto, la posición peculiar de la mujer casada en la sociedad conyugal, en la que, por exigencias de la unidad matrimonial, existe una potestad de dirección, que la naturaleza, la Religión y la Historia atribuyen al marido, dentro de un régimen en el que se recoge fielmente el sentido de la tradición católica que ha inspirado siempre y debe inspirar en lo sucesivo las relaciones entre los cónyuges. | » |

La reforma promoguda per Mercedes Formica va limitar el poder marital en exigir-se el consentiment de la dona en els actes dispositius d'immobles o negocis mercantils. Pel que fa al patrimoni mobiliari, en aquest cas, no es va requerir el consentiment de la dona, perquè, segons el legislador, la reforma tenia el propòsit de limitar en la major mesura possible, les pertorbacions que en el tràfic jurídic podia introduir l'obligada intervenció de tots dos cònjuges en els actes de disposició.

#### La reforma de 1975
La llei 14/1975 de 2 de maig, fruit de la lluita feminista liderada per María Telo, va reconèixer la plena capacitat de la dona casada, en establir que el matrimoni no restringeix la capacitat jurídica de cap dels cònjuges i suprimir la llicència marital. A més a més, va derogar el deure d'obediència a l'autoritat marital.

### Normes de dret internacional
Des de 1967, l'autoritat marital és una manifestació de discriminació de la dona que els estats signataris de la CEDAW estan obligats a eliminar

L'article article 6 de Declaració sobre l'eliminació de la discriminació contra la dona disposa:
"Hauran d'adoptar-se mesures legislatives, perquè la dona, casada o no, tingui iguals drets que l'home en el camp del dret civil i en particular: a) El dret a adquirir, administrar i heretar béns i a gaudir i disposar d'ells, incloent els adquirits durant el matrimoni; b) La igualtat en la capacitat jurídica i el seu exercici; c) els mateixos drets que l'home en la legislació sobre circulació de les persones. 2. Hauran d'adoptar-se totes les mesures apropiades per assegurar el principi de la igualtat de condició del marit i de l'esposa."

Convenció sobre l'eliminació de totes les formes de discriminació contra la dona el 1979 
2. Els Estat signataris reconeixeran a la dona, en matèries civils, una capacitat jurídica idèntica a la de l'home i les mateixes oportunitats per a l'exercici d'aquesta capacitat. En particular, li reconeixeran iguals drets per signar contractes i administrar béns i li dispensaran un tracte igual en totes les etapes del procediment en els tribunals.
3. Els Estats signataris convenen que tot contracte o qualsevol altre instrument privat amb efecte jurídic que tendeixi a limitar la capacitat jurídica de la dona es considerarà nul.
4. Els Estats signataris reconeixeran a l'home i a la dona els mateixos drets pel que fa a la legislació relativa al dret de les persones a circular lliurement i a la llibertat per triar la seva residència i domicili.

El Comitè d'experts va publicar el 1994, en la seva Recomanació núm. 21 la següent recomanació:
"Quan la dona no pot subscriure un contracte en absolut, ni demanar crèdits, o només pot fer-ho amb el consentiment o l'aval del marit o un parent home, se li nega la seva autonomia jurídica. Tota restricció d'aquest gènere li impedeix posseir béns com a propietària exclusiva i li impossibilita l'administració legal dels seus propis negocis o la celebració de qualsevol altre tipus de contracte. Les restriccions d'aquesta naturalesa limiten seriosament la seva capacitat de proveir les seves necessitats o les dels seus familiars a càrrec."